# Sauromatum horsfieldii
Sauromatum horsfieldii är en kallaväxtart som beskrevs av Friedrich Anton Wilhelm Miquel. Sauromatum horsfieldii ingår i släktet ödlekallor, och familjen kallaväxter. Inga underarter finns listade.